# Aphanopora
Aphanopora is een geslacht van zee-egels uit de familie Neolampadidae.

## Soorten
- Aphanopora echinobrissoides De Meijere, 1903